# Cerocala basialbissima
Cerocala basialbissima là một loài bướm đêm trong họ Erebidae.